# Malcoha de Sulawesi
El malcoha de Sulawesi (Rhamphococcyx calyorhynchus) és una espècie d'ocell de la família dels cucúlids (Cuculidae) i única espècie del gènere Rhamphococcyx, si bé s'ha inclòs a Phaenicophaeus. Habita zones boscoses de Sulawesi.